# Metaemene yakushimaensis
Metaemene yakushimaensis är en fjärilsart som beskrevs av Miyake 1911. Metaemene yakushimaensis ingår i släktet Metaemene och familjen nattflyn. Inga underarter finns listade i Catalogue of Life.